# Aníbal Sanfuentes Velasco
Aníbal Sanfuentes Velasco; (Coquimbo, ?-Santiago, 30 de septiembre de 1908). Abogado y político liberal chileno.

## Primeros años de vida
Hijo de Rafael Sanfuentes Torres y de Margarita Velasco Montes. Realizó sus estudios en el Instituto Nacional y en la Universidad de Chile, donde se graduó como abogado (1875) y comenzó a ejercer su profesión en Santiago.

### Matrimoinio
Contrajo matrimonio con Eloísa Joglar Currel.

## Vida pública
Se incorporó al Partido Liberal Democrático en 1891, siendo electo Diputado en representación de La Serena, Coquimbo y Elqui (1891-1894). Durante este período ocupó la segunda vicepresidencia de la Cámara de Diputados.
Colaboró con el diario "La República", donde escribió artículos sobre la jurisprudencia de la revolución instaurada en 1891.
Llamado por el gobierno de Germán Riesco para conformar parte del gabinete como Ministro de Justicia (1903). 
Luego dejó su labor política y se dedicó al derecho, actividad que realizó hasta su fallecimiento en 1908.